# 境膜
境膜（きょうまく、英語：boundary film、fluid film）とは、固液、固気接触系、あるいは二相流体系において流体が相対運動をしている場合に相境界に存在する、層流状態が保たれている極薄い領域のことである。この領域においては、熱の移動は熱伝導、物質の移動は分子拡散によって起こると考えられる。これらの機構による移動は、バルクの対流によるものに比べて極めて遅いので、系全体の移動現象において律速段階となる。
熱伝導度および分子拡散係数を境膜の厚さで割った値を、それぞれ境膜伝熱係数、境膜物質移動係数と呼ぶ。これらの値を用いれば、相間の伝熱速度 q (J/s) および物質移動速度 j (mol/s) は、それぞれ以下の式のように、バルク間の温度差 ΔT および濃度差 ΔC によって表すことができる。
{\displaystyle q=k_{h}A\Delta T}
{\displaystyle j=k_{m}A\Delta C}
- {\displaystyle k_{h}}: 境膜伝熱係数 (W/m2K)
- {\displaystyle k_{m}}: 境膜物質移動係数 (m/s)
- {\displaystyle A}: 相接触面積 (m2)

境膜係数の値は、半経験式、相関式を用いて計算するのが一般的である。